# HMS Bounty

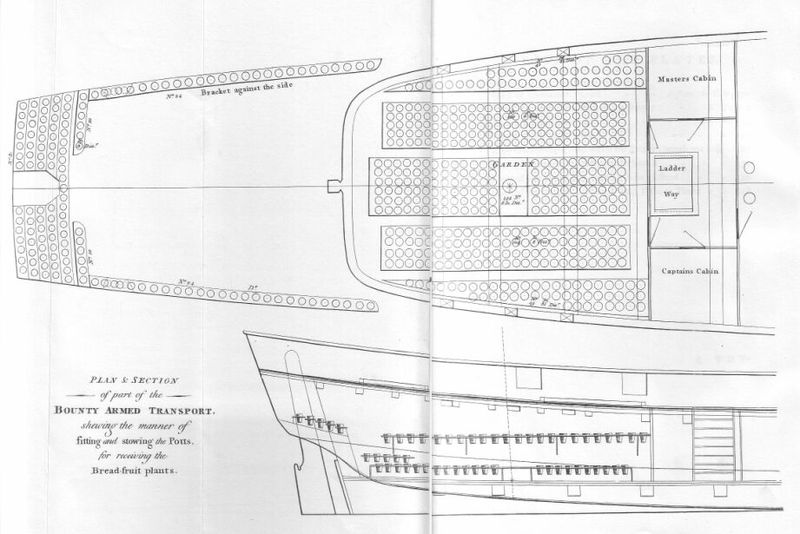
Piano e sezione del vascello armato Bounty mostranti la maniera di trasporto e stoccaggio delle piante dell'albero del pane, dal resoconto del viaggio e dell'ammutinamento del 1792, scritto dal capitano William Bligh e intitolato Viaggio nel mare del Sud

HMS Bounty, in italiano Nave di Sua Maestà Bounty, era una nave mercantile britannica che la Royal Navy acquistò nel 1787 per una missione botanica. La nave fu inviata nell'Oceano Pacifico sotto il comando di William Bligh con l'obiettivo di acquisire piante dell'albero del pane e trasportarle nelle Indie Occidentali Britanniche. Tale missione non fu mai completata a causa di un ammutinamento del 1789 guidato dal tenente incaricato Fletcher Christian, un episodio ora popolarmente conosciuto come l'ammutinamento del Bounty. Gli ammutinati in seguito incendiarono la nave mentre era ancorata all'Isola Pitcairn nell'Oceano Pacifico Meridionale nel 1790. Un avventuriero americano aiutò a recuperare alcuni resti del Bounty nel 1957.

## Origine e descrizione
Il Bounty era originariamente la collier Bethia, che secondo quanto riportato fu costruita nel 1784 presso il Blaydes Yard a Hull, Yorkshire. La Royal Navy la acquistò per £1.950 il 23 maggio 1787, e successivamente la ristrutturò e la rinominò Bounty. La nave era relativamente piccola, con un tonnellaggio di 215 tonnellate, ma aveva tre alberi. Dopo la conversione per l'esplorazione del frutto del pane, fu equipaggiata con quattro cannoni e dieci archibusoni.

## Storia
La nave fu inviata nell'Oceano Pacifico per acquistare esemplari dell'albero del pane e portarli in Giamaica, possedimento britannico. La missione non venne mai portata a termine a causa di dissapori tra il capitano William Bligh ed il suo secondo, Fletcher Christian, che portarono alla rivolta di metà dell'equipaggio il 28 aprile 1789 e causarono il famoso ammutinamento del Bounty..
Il capitano Bligh e i marinai rimastigli fedeli vennero messi su una scialuppa che percorse 4000 miglia fino alle Indie Olandesi dove vennero salvati e rimandati in patria. Con le notizie portate da Bligh venne inviata una spedizione di ricerca della nave e dei rivoltosi, con la HMS Pandora. Nel frattempo i rivoltosi si erano spostati su altre isole ed avevano affondato il Bounty. Il Pandora trovò parte dei rivoltosi, e il suo capitano li mise in una gabbia sul cassero per il viaggio di rientro; questo determinò la morte di gran parte di loro quando la HMS Pandora affondò, urtando una barriera corallina.

## Missione del frutto dell'albero del pane del 1787

### Preparativi
La Royal Navy acquistò la Bethia con lo scopo esclusivo di compiere la missione di acquisire piante di frutto del pane da Tahiti, che sarebbero state poi trasportate nelle Indie Occidentali britanniche come una fonte economica di cibo per gli schiavi della regione. L'idea fu originata dal naturalista inglese Sir Joseph Banks, che la promosse in Gran Bretagna, raccomandando al Ammiragliato il tenente William Bligh come comandante della missione. Bligh, a sua volta, fu promosso al grado di tenente grazie a un premio offerto dalla Royal Society of Arts.
Nel giugno del 1787, il Bounty fu ristrutturata a Deptford. La stiva fu convertita per ospitare le piante di frutto del pane in vaso e furono montati delle griglie sul ponte superiore. William Bligh fu nominato tenente comandante del Bounty il 16 agosto 1787, all'età di 33 anni, dopo una carriera che includeva un incarico come maestro di navigazione della Resolution durante il terzo viaggio di James Cook, che durò dal 1776 al 1780. Il l'equipaggio della nave era composto da 46 uomini, con Bligh come unico ufficiale in servizio, due giardinieri civili per curare le piante di frutto del pane e il resto dell'equipaggio costituito da personale della Royal Navy arruolato.

### Viaggio di andata
Il 23 dicembre 1787, il Bounty salpò da Spithead per Tahiti. Per un intero mese, l'equipaggio cercò di portare la nave verso ovest, intorno al Cabo Horn, ma il maltempo lo impedì. Bligh procedette quindi verso est, passando la punta meridionale dell'Africa (Cape Agulhas) e attraversando l'Oceano Indiano, una rotta di 7.000 miglia più lunga. Durante il viaggio di andata, Bligh degradò il maestro di navigazione John Fryer, sostituendolo con Fletcher Christian . Questo atto danneggiò gravemente il rapporto tra Bligh e Fryer, e Fryer in seguito dichiarò che l'atto di Bligh era completamente personale.
Bligh è comunemente rappresentato come l'incarnazione dei capitani di nave abusivi, ma questa rappresentazione è stata recentemente messa in discussione. Caroline Alexander sottolinea nel suo libro del 2003 The Bounty che Bligh fu relativamente indulgente rispetto ad altri ufficiali navali britannici. Bligh godeva del patrocinio di Sir Joseph Banks, un ricco botanico e figura influente in Gran Bretagna all'epoca. Questo, insieme alla sua esperienza di navigazione con Cook, la familiarità con la navigazione nell'area e le usanze locali, furono probabilmente fattori importanti nella sua nomina.
Il Bounty raggiunse Tahiti, allora chiamata "Otaheite", il 26 ottobre 1788, dopo dieci mesi di navigazione. L'equipaggio trascorse cinque mesi lì a raccogliere e preparare 1.015 piante di frutto del pane da trasportare nelle Indie Occidentali. Bligh permise all'equipaggio di vivere a terra e prendersi cura delle piante in vaso, e socializzarono con le usanze e la cultura dei Tahitiani. Molti dei marinai si fecero tatuaggi in stile nativo. Fletcher Christian sposò Maimiti, una donna tahitiana. Altri ufficiali di marina e marinai si dice che abbiano formato "relazioni" con donne native.

### Ammutinamento e distruzione della nave

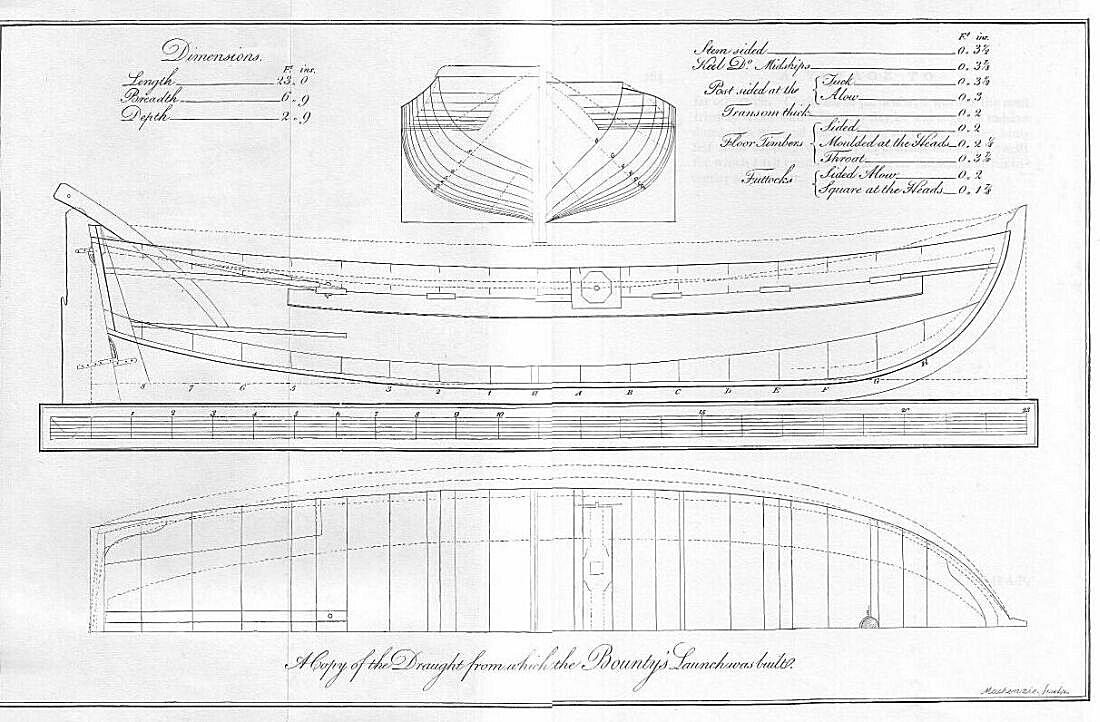
Lancia del Bounty

Dopo cinque mesi a Tahiti, il Bounty salpò con il carico di frutto del pane il 4 aprile 1789. A circa 1300 miglia nautiche a ovest di Tahiti, vicino a Tonga, scoppiò l'ammutinamento il 28 aprile 1789. Nonostante le parole forti e le minacce sentite da entrambe le parti, la nave fu presa senza spargimento di sangue e apparentemente senza resistenza da parte di nessuno dei lealisti, eccetto Bligh stesso. Dei 42 uomini a bordo, esclusi Bligh e Christian, 22 si unirono a Christian nell'ammutinamento, due rimasero passivi e 18 rimasero fedeli a Bligh.
Gli ammutinati ordinarono a Bligh, a due sottotenenti, all'assistente del medico di bordo (Ledward) e al segretario di bordo di salire sulla lancia. Molti altri uomini si unirono volontariamente a Bligh anziché rimanere a bordo. Bligh e i suoi uomini navigarono sulla lancia per 30 miglia nautiche fino a Tofua alla ricerca di rifornimenti, ma furono costretti a fuggire dopo che gli attacchi da parte di nativi ostili causarono la morte di uno degli uomini.
Bligh intraprese quindi un arduo viaggio verso il presidio olandese di Coupang, situato a oltre 3500 miglia nautiche da Tofua. Vi arrivò sano e salvo 47 giorni dopo, senza aver perso uomini durante il viaggio, eccetto quello ucciso a Tofua.
Gli ammutinati salparono verso l'isola di Tubuai, dove tentarono di stabilirsi. Tuttavia, dopo tre mesi di sanguinosi conflitti con i nativi, tornarono a Tahiti. Sedici degli ammutinati – compresi i quattro lealisti che non erano riusciti a seguire Bligh – rimasero lì, sperando che la Royal Navy non li trovasse e li portasse in giudizio.
L'HMS Pandora fu inviata dall'Amministrazione navale nel novembre 1790 alla ricerca del Bounty, per catturare gli ammutinati e riportarli in Gran Bretagna per affrontare un tribunale militare. Arrivò nel marzo 1791 e catturò quattordici uomini entro due settimane; vennero rinchiusi in una prigione improvvisata di legno sul pozzetto della Pandora. Gli uomini chiamavano la loro cella "la scatola di Pandora". Rimase loro in prigione fino al 29 agosto 1791, quando la Pandora si incagliò sulla Grande barriera corallina con la perdita di 35 vite, compresi un lealista e tre ammutinati (Stewart, Sumner, Skinner e Hildebrand).
Subito dopo aver messo a terra i sedici uomini a Tahiti nel settembre 1789, Fletcher Christian, altri otto membri dell'equipaggio, sei uomini tahitiani e 11 donne, una con un bambino, salparono sul Bounty sperando di sfuggire alla Royal Navy. Secondo un diario tenuto da uno dei seguaci di Christian, i tahitiani furono in realtà rapiti quando Christian salpò senza avvisarli, con lo scopo di acquisire le donne. Gli ammutinati passarono attraverso le Figi e le Isole Cook, ma temevano di essere trovati lì.
Continuando la loro ricerca di un rifugio sicuro, il 15 gennaio 1790 riscoprirono Pitcairn, che era stata erroneamente omessa dalle carte della Royal Navy. Dopo che fu presa la decisione di stabilirsi su Pitcairn, il bestiame e altre provviste furono trasferiti dal Bounty. Per evitare che la nave venisse individuata, e per prevenire possibili fughe, la nave fu bruciata il 23 gennaio 1790 in quello che oggi è chiamata Bounty Bay.

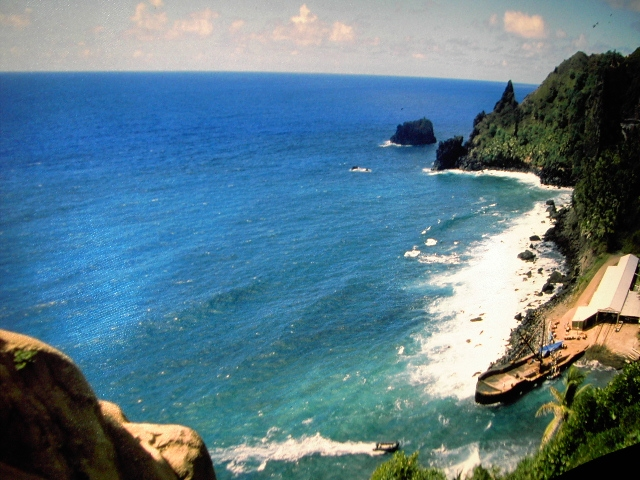
Bounty Bay, dove il Bounty fu arenato e incendiato

Gli ammutinati rimasero indisturbati su Pitcairn fino al febbraio 1808, quando l'unico ammutinato, John Adams, e le donne tahitiane sopravvissute con i loro bambini furono scoperti dalla nave Topaz, comandata dal capitano Mayhew Folger di Nantucket, Massachusetts. Adams diede a Folger la bussoletta azimutale e il cronometro marino del Bounty.
Diciassette anni dopo, nel 1825, l'HMS Blossom, durante un viaggio di esplorazione sotto il comando del capitano Frederick William Beechey, arrivò il giorno di Natale vicino a Pitcairn e vi trascorse 19 giorni. Beechey registrò poi questo evento nel suo resoconto pubblicato nel 1831, così come uno dei suoi membri dell'equipaggio, John Bechervaise, nel suo libro del 1839 Trentasei anni di vita marinaio da un vecchio Quarter Master. Beechey scrisse un resoconto dettagliato dell'ammutinamento come raccontato dall'ultimo sopravvissuto, Adams. Bechervaise, che descrisse la vita degli isolani, raccontò di aver trovato i resti del Bounty e di aver preso alcuni pezzi di legno da essa, trasformandoli in souvenir come scatole da tabacco.

## Dettagli della missione

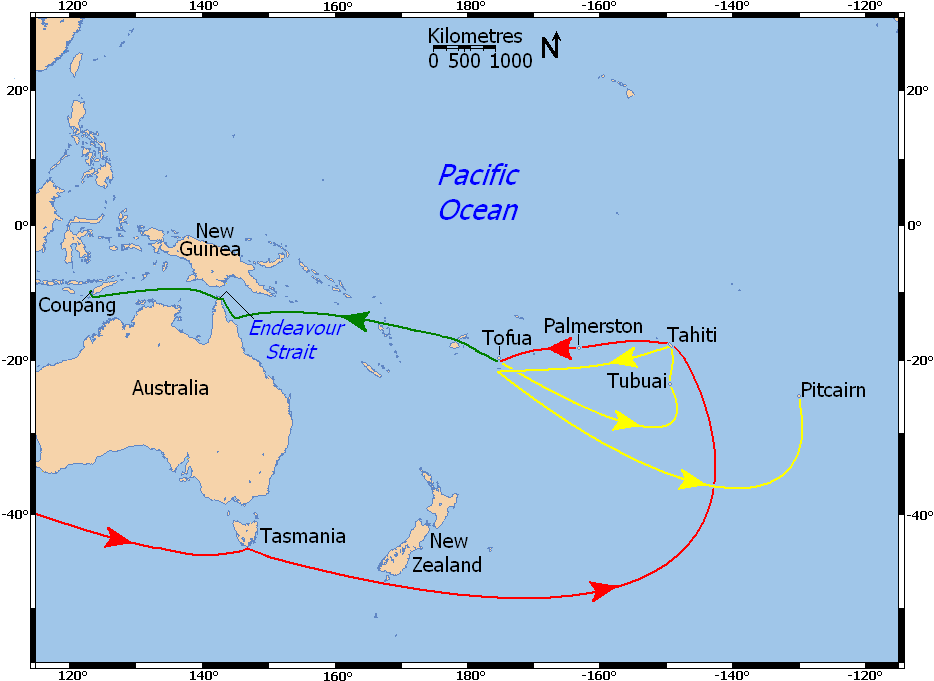
I movimenti del Bounty e della lancia di Bligh nell'Oceano Pacifico

I dettagli del viaggio del Bounty sono ben documentati, principalmente grazie allo sforzo di Bligh per mantenere un registro accurato prima, durante e dopo la mutua. La lista dell'equipaggio del Bounty è anch'essa ben documentata.
Il registro originale di Bligh è rimasto intatto durante tutta la sua esperienza e è stato utilizzato come una prova principale nel suo processo per la perdita del Bounty, così come nel successivo processo degli ammutinati catturati. Il registro originale è attualmente conservato presso la State Library of New South Wales, con trascrizioni disponibili sia in formato cartaceo che elettronico.

### Registro della missione
1787
16 agosto: William Bligh riceve l'ordine di comandare una spedizione per raccogliere il frutto dell'albero del pane a Tahiti
3 settembre: il Bounty viene lanciata dal bacino di carenaggio a Deptford
4-9 ottobre: il Bounty naviga con un equipaggio parziale verso una stazione di carico di munizioni, a sud di Deptford
10-12 ottobre: Carico di armi e munizioni a Long Reach, nel Kent
15 ottobre - 4 novembre: Navigazione verso Spithead per il carico finale dell'equipaggio e delle provviste
29 novembre: Ancoraggio a St Helens, isola di Wight
23 dicembre: Partenza dalle acque inglesi per Tahiti
1788
5 - 10 gennaio: Ancoraggio a Tenerife, Isole Canarie
5 febbraio: Attraversamento dell'equatore a 21,50 gradi Ovest
26 febbraio: Misurato a 100 leghe dalla costa orientale del Brasile
23 marzo: Arrivo a Tierra del Fuego
9 aprile: Entrata nello Stretto di Magellano
25 aprile: Abbandono del tentativo di circumnavigare Capo Horn e deviazione a est
22 maggio: A vista del Capo di Buona Speranza
24 maggio - 29 giugno: Ancoraggio a Simon's Bay
28 luglio: A vista dell'isola di Saint Paul, a ovest di Van Diemen's Land
20 agosto - 2 settembre: Ancoraggio a Van Diemen's Land
19 settembre: Passaggio al confine meridionale della Nuova Zelanda
26 ottobre: Arrivo a Tahiti
25 dicembre: Spostamento dell'ancoraggio nel porto di "Toahroah", Pare "Oparre", Tahiti. Il Bounty va a finire su una secca.
1789
4 aprile: Ancoraggio levato dal porto di Pare, Tahiti
23 - 25 aprile: Ancoraggio per provviste a Annamooka (Tonga)
26 aprile: Partenza da Annamooka per i Carabi
28 aprile: Ammutinamento – Il Capitano Bligh e i membri fedeli dell'equipaggio vengono abbandonati nella lancia del Bounty: Da questo punto, il registro della missione di Bligh riflette il viaggio della lancia del Bounty verso le Indie Orientali Olandesi
29 aprile: La lancia del Bounty arriva a Tofua
2 maggio: I naufraghi della lancia del Bounty fuggono da Tofua dopo essere stati attaccati dai nativi
28 maggio: Sbarco su una piccola isola a nord delle Nuove Ebridi. Nominata "Restoration Island" dal Capitano Bligh
30-31 maggio: La lancia del Bounty si sposta verso una seconda isola vicina, nominata "Sunday Island"
1-2 giugno: La lancia del Bounty si sposta di 42 miglia verso una terza isola, nominata "Turtle Island"
3 giugno: La lancia del Bounty salpa nell'oceano aperto verso l'Australia
13 giugno: La lancia del Bounty arriva a Timor
14 giugno: I naufraghi della lancia circumnavigano Timor e sbarcano a Coupang. L'ammutinamento viene segnalato alle autorità olandesi: Il registro della missione di Bligh da questo punto riflette il suo ritorno in Inghilterra a bordo di vari mercantili e velieri
20 agosto - 10 settembre: Navigazione a schooner verso Pasuruan, Giava
11-12 settembre: In transito verso Surabaya
15-17 settembre: In transito verso la città di Gresik, Stretto di Madura
18-22 settembre: In transito verso Semarang
26 settembre - 1 ottobre: In transito verso Batavia (Giakarta)
16 ottobre: Partenza per l'Europa a bordo del vapore olandese SS Vlydte
16 dicembre: Arrivo al Capo di Buona Speranza
1790
13 gennaio: Partenza dal Capo di Buona Speranza per l'Inghilterra
13 marzo: Arrivo al porto di Portsmouth

### Membri dell'equipaggio

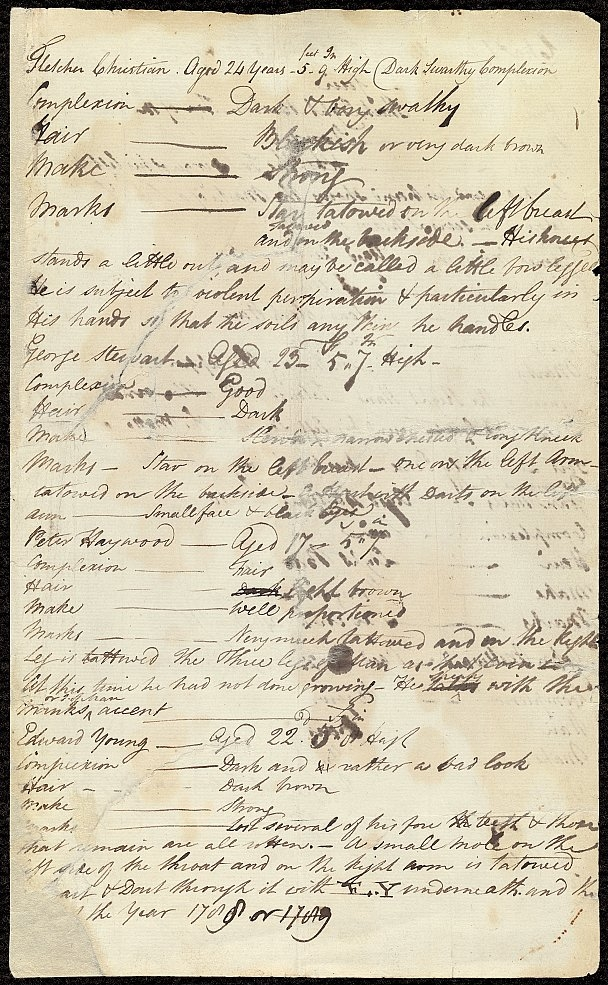
Pagina uno della lista di ammutinati di Bligh, iniziando con Fletcher Christian

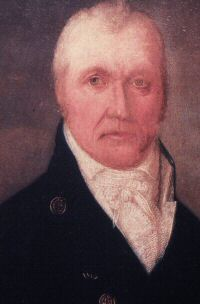
John Fryer

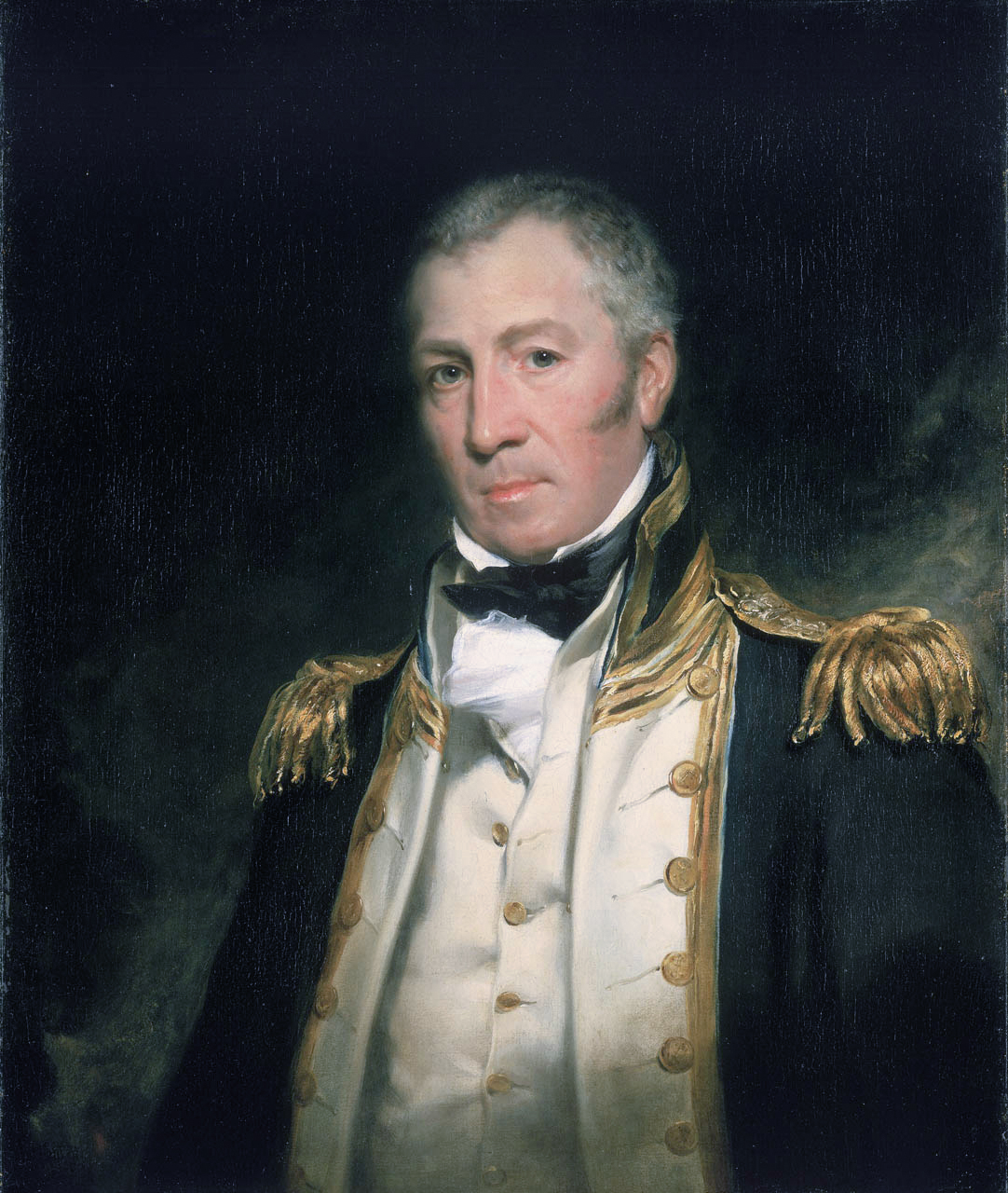
Peter Heywood

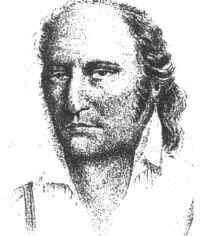
John Adams alias Alexander Smith

Subito dopo l'ammutinamento, tutti i membri fedeli dell'equipaggio, tranne quattro, si unirono a Bligh nella scialuppa per il viaggio verso Timor, e alla fine tornarono sani e salvi in Inghilterra, salvo diversa indicazione nella tabella sottostante. Quattro furono trattenuti contro la loro volontà sul Bounty per le loro abilità necessarie e per mancanza di spazio sulla scialuppa. Gli ammutinati tornarono prima a Tahiti, dove la maggior parte dei sopravvissuti fu poi catturata dalla Pandora e portata in Inghilterra per il processo. Nove ammutinati continuarono la loro fuga dalla legge e si stabilirono infine sull'Isola di Pitcairn, dove tutti, tranne uno, morirono prima che il loro destino fosse noto al mondo esterno.
| Ufficiale incaricato                       | Ufficiale incaricato | Ufficiale incaricato              | Ufficiale incaricato | Ufficiale incaricato |
| ------------------------------------------ | -------------------- | --------------------------------- | --- | -------------------- |
|                                            | William Bligh        | Tenente comandante                | Agendo anche come commissario di bordo; morì a Londra il 6 dicembre 1817 |                      |
| Ufficiali                                  |                      |                                   | |                      |
| Leale                                      | John Fryer           | Maestro di vela                   | Andò con Bligh; arrivò sano e salvo in Inghilterra; morì a Wells-next-the-Sea, Norfolk il 26 maggio 1817 |                      |
| Ammutinato                                 | Fletcher Christian   | Tenente facente funzione          | A Pitcairn; ucciso il 20 settembre 1793 |                      |
| Leale                                      | William Elphinstone  | Assistente del capitano           | Andò con Bligh; morì a Batavia nell'ottobre 1789 |                      |
|                                            | Thomas Huggan        | Medico di bordo                   | Morì a Tahiti il 9 dicembre 1788, prima dell'ammutinamento |                      |
| Ufficiali di cabina                        |                      |                                   | |                      |
| Leale                                      | John Hallett         | Guardiamarina                     | Andò con Bligh; arrivò sano e salvo in Inghilterra; morì di malattia nel 1794 |                      |
| Leale                                      | Thomas Hayward       | Guardiamarina                     | Andò con Bligh; arrivò sano e salvo in Inghilterra; morì in un naufragio nel 1798 |                      |
| Leale                                      | Thomas Ledward       | Assistente medico/medico di bordo | Andò con Bligh; morì nel naufragio del 1789 |                      |
| Leale                                      | John Samuel          | Impiegato                         | Andò con Bligh; arrivò sano e salvo in Inghilterra; divenne commissario di bordo della Royal Navy. Morì in data sconosciuta prima del 1825.                                                                                  |                      |
| Ufficiali di mandato                       |                      |                                   | |                      |
| Leale                                      | William Cole         | Nostromo                          | Andò con Bligh; arrivò sano e salvo in Inghilterra; morì al Royal Navy Hospital nel marzo 1833 |                      |
| Ammutinato                                 | Charles Churchill    | Maestro d'armi                    | A Tahiti; assassinato da Matthew Thompson a Tahiti nell'aprile del 1790 prima del processo |                      |
| Leale                                      | William Peckover     | Artigliere                        | Andò con Bligh; arrivò sano e salvo in Inghilterra; prestò servizio per l'ultima volta in Marina nel 1801; morì a Colchester Essex il 16 maggio 1819, all'età di 71 anni                                                     |                      |
| Leale                                      | Joseph Coleman       | Armaiolo                          | Trattenuto sul Bounty contro la sua volontà; a Tahiti; processato e assolto. Nel 1792 era all'ospedale navale di Greenwich; ultima registrazione: dimesso dall'HMS Director alla nave ospedale di Yarmouth nel novembre 1796 |                      |
| Leale                                      | Peter Linkletter     | Quartiermastro                    | Andò con Bligh; morì a Batavia nell'ottobre 1789 |                      |
| Leale                                      | John Norton          | Quartiermastro                    | Andò con Bligh; ucciso dai nativi a Tofua il 2 maggio 1789 |                      |
| Leale                                      | Lawrence LeBogue     | Velaio                            | Andò con Bligh; arrivò sano e salvo in Inghilterra; si unì a Bligh nella seconda spedizione del frutto del pane; morì nel 1795 a Plymouth mentre prestava servizio sulla HMS Jason                                           |                      |
| Ammutinato                                 | Henry Hillbrandt     | Bottaio                           | A Tahiti; annegato in catene durante il naufragio della Pandora il 29 agosto 1791 |                      |
| Leale                                      | William Purcell      | Carpentiere                       | Andò con Bligh; arrivò sano e salvo in Inghilterra; morì all'ospedale Haslar il 10 marzo 1834 |                      |
| Leale                                      | David Nelson         | Botanico (civile)                 | Andò con Bligh; morì il 20 luglio 1789 a Coupang |                      |
| Guardiamarina arruolati come marinai abili |                      |                                   | |                      |
| Leale                                      | Peter Heywood        | Guardiamarina                     | Arrestato sul Bounty; a Tahiti; condannato a morte, ma graziato; promosso al grado di capitano di vascello e morto il 10 febbraio 1831                                                                                       |                      |
| Leale                                      | George Stewart       | Guardiamarina                     | Arrestato sul Bounty; diretto a Tahiti; ucciso dopo essere stato colpito dalla passerella sul relitto del Pandora il 29 agosto 1791                                                                                          |                      |
| Leale                                      | Robert Tinkler       | Guardiamarina                     | Andò con Bligh; arrivò sano e salvo in Inghilterra; salì al grado di capitano della Royal Navy e morì l'11 settembre 1820 all'età di 46 anni a Norwich, Inghilterra                                                          |                      |
| Ammutinato                                 | Ned Young            | Guardiamarina                     | Inizialmente non si unì agli ammutinati, ma in seguito si unì alla loro causa; a Pitcairn; morì il 25 dicembre 1800 per cause naturali.                                                                                      |                      |
| Sottufficiali                              |                      |                                   | |                      |
| Leale                                      | James Morrison       | Assistente nostromo               | Rimase sul Bounty; a Tahiti; condannato a morte, ma graziato; perso sulla HMS Blenheim nel 1807 |                      |
| Leale                                      | George Simpson       | Assistente quartiermastro         | Andò con Bligh; arrivò sano e salvo in Inghilterra; morì in una data sconosciuta prima del 1825 |                      |
| Ammutinato                                 | John Williams        | Assistente armaiolo               | A Pitcairn; ucciso il 20 settembre 1793 |                      |
| Leale                                      | Thomas McIntosh      | Assistente carpentiere            | Arrestato sul Bounty; diretto a Tahiti; processato e assolto; si dice che sia entrato in servizio nella Marina mercantile.                                                                                                   |                      |
| Leale                                      | Charles Norman       | Assistente carpentiere            | Arrestato su Bounty; a Tahiti; processato e assolto; morto nel dicembre 1793 |                      |
| Ammutinato                                 | John Mills           | Assistente artigliere             | A Pitcairn; ucciso il 20 settembre 1793 |                      |
| Ammutinato                                 | William Muspratt     | Sarto                             | A Tahiti; condannato a morte, ma rilasciato in appello e graziato; morto sulla HMS Bellerophon nel 1797 |                      |
| Leale                                      | John Smith           | Assistente                        | Andò con Bligh; arrivò sano e salvo in Inghilterra; si unì a Bligh nella seconda spedizione del frutto del pane; morì in data sconosciuta prima del 1825                                                                     |                      |
| Leale                                      | Thomas Hall          | Cuoco                             | Andò con Bligh; morì di una malattia tropicale a Batavia l'11 ottobre 1789 |                      |
| Ammutinato                                 | Richard Skinner      | Barbiere                          | A Tahiti; annegato in catene durante il naufragio della Pandora il 29 agosto 1791 |                      |
| Ammutinato                                 | William Brown        | Assistente botanico               | A Pitcairn; ucciso il 20 settembre 1793 |                      |
| Leale                                      | Robert Lamb          | Macellaio                         | Andò con Bligh; morì in mare durante il tragitto da Batavia a Città del Capo |                      |
| Marinai esperti                            |                      |                                   | |                      |
| Ammutinato                                 | John Adams           | Marinaio esperto                  | A Pitcairn; graziato nel 1825, morto nel 1829; alias Alexander Smith |                      |
| Ammutinato                                 | Thomas Burkitt       | Marinaio esperto                  | A Tahiti; condannato e impiccato il 29 ottobre 1792 a Spithead |                      |
| Leale                                      | Michael Byrne        | Marinaio esperto                  | Arrestato per Bounty; a Tahiti; processato e assolto |                      |
| Ammutinato                                 | Thomas Ellison       | Marinaio esperto                  | A Tahiti; condannato e impiccato il 29 ottobre 1792 a Spithead |                      |
| Ammutinato                                 | Isaac Martin         | Marinaio esperto                  | A Pitcairn; ucciso il 20 settembre 1793 |                      |
| Ammutinato                                 | William McCoy        | Marinaio esperto                  | A Pitcairn; si suicidò intorno al 1799 |                      |
| Ammutinato                                 | John Millward        | Marinaio esperto                  | A Tahiti; condannato e impiccato il 29 ottobre 1792 a Spithead |                      |
| Ammutinato                                 | Matthew Quintal      | Marinaio esperto                  | A Pitcairn; ucciso nel 1799 da Adams e Young |                      |
| Ammutinato                                 | John Sumner          | Marinaio esperto                  | A Tahiti; annegato in catene durante il naufragio della Pandora il 29 agosto 1791 |                      |
| Ammutinato                                 | Matthew Thompson     | Marinaio esperto                  | A Tahiti; ucciso dai tahitiani nell'aprile 1790 dopo aver ucciso Charles Churchill prima del processo |                      |
|                                            | James Valentine      | Marinaio esperto                  | Morì di scorbuto in mare il 9 ottobre 1788 prima dell'ammutinamento; elencato in alcuni testi come marinaio ordinario |                      |

## Repliche

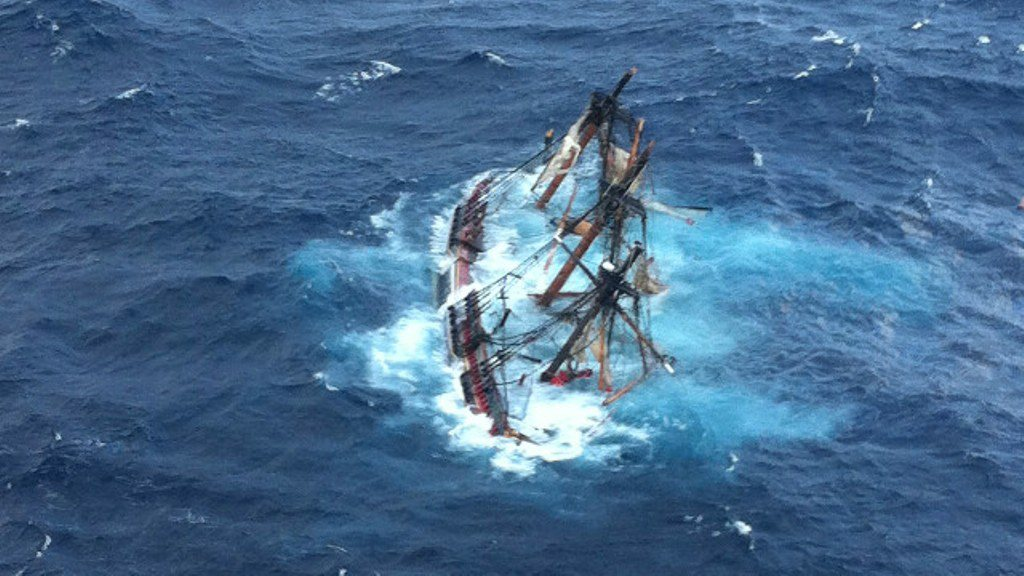
La replica del Bounty affonda nell'Atlantico durante l'uragano Sandy approssimativamente 90 miglia a sud est di capo Hatteras il 29 ottobre 2012.

Una replica del brigantino è affondata nel 2012 al largo della Carolina del Nord a causa dell'uragano Sandy.

## Nella cultura di massa
Nel film Star trek IV: Rotta verso la Terra, il dottor Leonard McCoy attribuisce il nome HMS Bounty a un'astronave klingon che l'equipaggio dell'Enterprise ha rubato.